# 近江守山郵便局
近江守山郵便局（おうみもりやまゆうびんきょく）は滋賀県守山市にある郵便局。民営化前の分類では集配普通郵便局であった。

## 概要
住所：〒524-8799 滋賀県守山市守山6-17-1

## 沿革
- 1872年3月9日（明治5年2月1日） - 守山郵便取扱所として開設[1]。
- 1875年（明治8年）1月1日 - 守山郵便局（五等）となる。
- 1885年（明治18年）6月10日 - 貯金取扱を開始。
- 1890年（明治23年）7月16日 - 為替取扱を開始。
- 1900年（明治33年）12月21日 - 守山郵便電信局となる。
- 1903年（明治36年）4月1日 - 通信官署官制の施行に伴い守山郵便局となる。
- 1962年（昭和37年）4月29日 - 電話交換業務を近江守山電報電話局に移管[2]。
- 1964年（昭和39年）12月1日 - 和文電報配達、欧文電報受付・配達、国際電報受付・配達の各事務を、近江守山電報電話局に移管。
- 1965年（昭和40年）11月1日 - 特定郵便局から普通郵便局に局種別改定するとともに、近江守山郵便局に改称。
- 1995年（平成7年）7月3日 - 河西簡易郵便局の廃止に伴い、取扱事務を承継。
- 1999年（平成11年） - 外国通貨の両替および旅行小切手の売買に関する業務取扱を開始。
- 2007年（平成19年）10月1日 - 民営化に伴い、併設された郵便事業近江守山支店に一部業務を移管。
- 2012年（平成24年）10月1日 - 日本郵便株式会社発足に伴い、郵便事業近江守山支店を近江守山郵便局に統合。
- 2023年（令和5年）8月21日 - 幸津川郵便局から集配業務の一部（守山市の区域）を移管[3]。

## 取扱内容
- 郵便、印紙、ゆうパック、内容証明
- 貯金、為替、振替、振込、国際送金、国債、投資信託
- 生命保険、バイク自賠責保険、自動車保険
- ゆうちょ銀行ATM
- 「524-00xx」「524-02xx」区域（守山市内の一部地域）の集配業務
- ゆうゆう窓口

## 周辺
- 守山市役所
- 守山市民病院
- 滋賀県立総合病院
- 守山市立図書館
- 滋賀県立守山中学校・高等学校
- 滋賀県立守山養護学校

## アクセス
- JR東海道本線（琵琶湖線） 守山駅から北へ約1.6km（徒歩約19分）。
- 近江鉄道バス、江若交通 「守山市民病院前」停留所下車。
- 名神高速道路 栗東ICから北へ約5km。
- 駐車場あり：19台。